# نيكلاس ينسن
نيكلاس ينسن (بالدنماركية: Niclas Jensen)‏ (مواليد 17 أغسطس 1974) هو لاعب كرة قدم. يلعب مع منتخب الدنمارك لكرة القدم. سبق له أن لعب في كأس العالم لكرة القدم مع منتخب بلاده.

## روابط خارجية
- نيكلاس ينسن على موقع الاتحاد الدولي (مؤرشف)  (الإنجليزية)
- نيكلاس ينسن على موقع الاتحاد الأوربي (الإنجليزية)
- نيكلاس ينسن على موقع قاعدة بيانات كرة القدم.إي يو (الإنجليزية)
- نيكلاس ينسن على موقع بيانات كرة القدم. دي إي (الألمانية)
- نيكلاس ينسن على موقع ناشيونال فوتبول تيمز (الإنجليزية)
- نيكلاس ينسن على موقع Soccerbase.com (لاعب) (الإنجليزية)
- نيكلاس ينسن على موقع Soccerway.com (الإنجليزية)
- نيكلاس ينسن على موقع عالم كرة القدم.نت (الإنجليزية)
- نيكلاس ينسن على موقع كووورة